# Rolf Grunert
Rolf Grunert (* 1. Juli 1925 in Arnstadt; † 20. April 2006 in Berlin) war ein deutscher Polizist, Bundesvorsitzender des Bundes Deutscher Kriminalbeamter (BDK) und inoffizieller Mitarbeiter und Dozent der Hochschule des Ministeriums für Staatssicherheit (MfS) der Deutschen Demokratischen Republik (DDR), Mitglied in SED und PDS.

## Polizeilaufbahn
1947 übersiedelte Grunert aus der damaligen Sowjetzone und trat 1952 in die Polizei Hamburg ein. Dort erreichte er als Personalchef beim Landeskriminalamt Hamburg das Amt eines Kriminaloberkommissars.

## Gewerkschaftliches Engagement
Grunert wurde 1969 Landesvorsitzender Hamburg und dann 1972 bis 1987 Bundesvorsitzender der damals streng konservativ ausgerichteten Kriminalbeamtengewerkschaft Bund Deutscher Kriminalbeamter (BDK).
Die Situation während seiner Amtszeit war geprägt durch Konflikte mit dem Dienstherrn und den konkurrierenden Gewerkschaften, Gewerkschaft der Polizei und Gewerkschaft Öffentliche Dienste, Transport und Verkehr, die den BDK nicht als vollwertige Gewerkschaft anerkannten.
Durch plakative Forderungen und medienwirksame Enthüllungen wollte Grunert den BDK und sich ins Rampenlicht rücken. So forderte er unter anderem, die Kriminalpolizei in Deutschland ähnlich dem FBI auf Bundesebene anzusiedeln und die Polizeien der Länder einheitlich zu organisieren. Diese und andere Forderungen des BDK stießen auf taube Ohren.
Grunert veröffentlichte die Aussage des stellvertretenden Chefs der Hamburger Kriminalpolizei Günter Bertling, dass besserwisserische Sachbearbeiter in den Gasofen gehörten. Ein daraufhin gegen Grunert eingeleitetes Disziplinarverfahren wurde 1974 eingestellt, da kein Dienstvergehen festzustellen war.
1974 entdeckte Grunert in seinem Büro ein Abhörgerät und machte die Entdeckung publik. Es konnte nie aufgeklärt werden, wer die Wanze gesetzt hatte; es wurde jedoch vermutet, dass Grunert dies selbst getan haben könnte.
Mit anderen BDK-Mitgliedern erwog Grunert sogar, aus Publicitygründen auf dem Hamburger Rathausmarkt eine Leiche mit seinen Papieren zu verbrennen.

## Spionage für die DDR und Strafurteil
Grunert war von 1962 bis 1969 Kontaktperson bzw. Kandidat für das Ministerium für Staatssicherheit. Am 26. November 1975 wurde er als inoffizieller Mitarbeiter Wilhelm Schneider für die Abteilung XV der Bezirksverwaltung Erfurt des MfS mit der Reg.-Nr. XV 4663/75 erfasst, wie aus der SIRA-Datenbank hervorgeht. Seine Führungsoffiziere waren anfangs bis zum 8. April 1987 Klaus-Dieter Wisbe, dann bis zum 6. Januar 1988 Albrecht Ißleib und zuletzt Siegfried Suchant.
Zwischen 1971 und 1977 besuchte Grunert rund dreißigmal seine Schwester in Ost-Berlin, ohne dies wie vorgeschrieben zuvor seinem Dienstherrn mitzuteilen. Später behauptete er, er habe bei dieser Gelegenheit über einen FDGB-Sekretär Kontakte zum DDR-Gewerkschaftsbund knüpfen wollen, um dem BDK öffentlich zur Geltung zu bringen. Durch die Reisewegsuchmaßnahmen der westdeutschen Spionageabwehr geriet er in Spionageverdacht. Nach halbjähriger Observation wurde Grunert 1977 wegen Verdachts der Spionage für die DDR verhaftet; in seinem Haus fanden sich eine Minikamera der Marke Minox und vertrauliche Polizeiunterlagen. Grunert erklärte, dies seien Protokolle der Innenministerkonferenz für BDK-Zwecke gewesen, die er unbenutzt vernichtet habe.
Nach sechzehn Monaten Untersuchungshaft wurde vor dem 3. Strafsenat des Hanseatischen Oberlandesgerichts das Hauptverfahren gegen Grunert eröffnet. Das Gericht verurteilte Grunert wegen Geheimdienstlicher Agententätigkeit zu zweieinhalb Jahren Freiheitsstrafe. Es erscheint plausibel, dass die provokanten Aktionen als Gewerkschaftschef eine aktive Maßnahme des MfS waren, um den „Klassenfeind“ und dessen Sicherheitsbehörden in Misskredit zu bringen.

## Späteres Leben

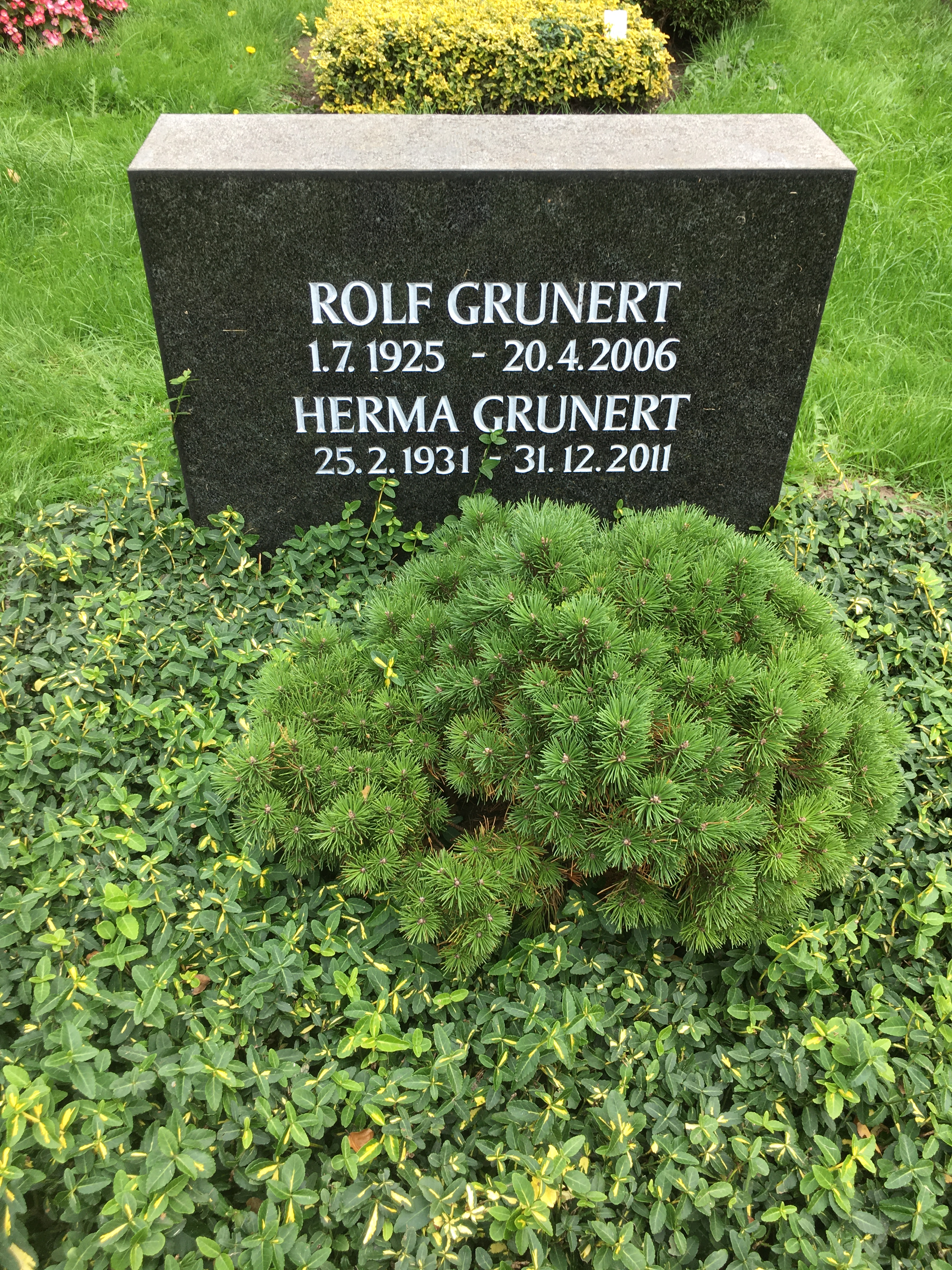
Grabstätte auf dem Friedhof Ohlsdorf im Planquadrat AD 37

Grunert versuchte nach der Haftentlassung sein Glück als Privatdetektiv. Durch das Urteil war er jedoch hochverschuldet und siedelte daher 1985 in die DDR über. MfS-Chef Erich Mielke empfing ihn dort persönlich und machte ihn zum Dozenten an der Hochschule des Ministeriums für Staatssicherheit. 1990 wurde er mit der MfS-Abwicklung Rentner. Im gleichen Jahr verließ er die SED, der er seit 1947 angehört hatte. 1998 trat er der Partei des Demokratischen Sozialismus bei und kandidierte zwei Jahre später erfolglos für deren Bundesvorstand. 2001 beantragte er gleichfalls ohne Erfolg die Selbstauflösung der Partei und den Ausschluss der Parteivorsitzenden Gabi Zimmer und ihrer Stellvertreterin Petra Pau, da sich diese kritisch zur Zwangsvereinigung von SPD und KPD geäußert und sich für undemokratisches Verhalten der PDS-Vorgängerpartei SED ausdrücklich entschuldigt hatten.
Grunert lebte in Berlin und Thyon. Er war mit Herma Grunert verheiratet, starb 2006 in Berlin und wurde auf dem Friedhof Ohlsdorf in Hamburg begraben.

## Auszeichnungen
Grunert erhielt mehrere DDR-Auszeichnungen, u. a. 1986 den Vaterländischen Verdienstorden der Deutschen Demokratischen Republik in Silber.

## Schriften (Auswahl)
- Der Kriminalkommissar: Biografie, 2003, ISBN 978-3-936735-39-0